# Miroslav Škoro
Miroslav Škoro (Osijek, 29. srpnja 1962.) hrvatski je glazbenik, skladatelj, ekonomist i političar. Utemeljitelj je i prvi predsjednik Domovinskog pokreta. Bio je zastupnik i potpredsjednik 10. saziva Hrvatskog sabora. Suradnik je na Sveučilištu Sjever.

## Životopis
Miroslav Škoro rođen je u Osijeku 1962. godine. Osnovnu školu i gimnaziju završio je u rodnom Osijeku. Diplomirao je na Višoj građevinskoj školi Sveučilišta Josipa Jurja Strossmayera u Osijeku (inženjer građevinarstva). Dvije godine studirao na Community College of Allegheny County, SAD, te tečno govori engleski i piše na tom jeziku.
Miroslav Škoro je bio polaznik prvog naraštaja Diplomatske akademije MVP-a RH, te je od 1995. do 1997. godine obnašao dužnost generalnog konzula Republike Hrvatske u Pečuhu.
Vodio je više vlastitih trgovačkih društava, a od 2001. do 2006. godine bio je glavni direktor Croatia Records d.d.
Diplomirao je ekonomiju na Ekonomskom fakultetu u Osijeku – smjer marketing, gdje je u prosincu 2017. godine postao i doktor ekonomskih znanosti, obranivši disertaciju na temu Modeli upravljanja i raspodjele prihoda glazbene industrije u uvjetima digitalizacije. 2019. godine postao je suradnik na kolegiju Uvod u ekonomiju na diplomskom studiju ekonomije na Sveučilištu Sjever, u Sveučilišnom centru Varaždin.
Radio je kao radijski novinar. Napisao je knjigu Stoput bih isto ponovo: autobiografija (Večernji posebni proizvodi, Zagreb, 2010.).
Od 2015. godine ozbiljnije se bavi vinogradarstvom i vinarstvom, te je 2016. godine dobio i prvu vinarsku nagradu na Festivalu graševine u Kutjevu, za graševinu koju je kreirao Vlado Krauthaker.

## Karijera

### Glazbena karijera
Svojim hitovima poput „Ne dirajte mi ravnicu“, „Šumi, šumi javore“, „Mata“, „Ne vjeruje srce pameti“, „Majko jedina“ te mnogim drugima puni koncertne dvorane. Svoju prvu gitaru kupio je na zimu 1978. godine. Od 1985. godine nastupao je s tamburaškim orkestrom "Slavonski bećari" pod voditeljskom palicom Antuna Nikolića – Tuce. Za vrijeme boravka u SAD-u upoznao je Jerryja Grcevicha te je upoznao i novu strast, pisanje glazbe i tekstova po standardima tradicionalne glazbe Slavonije i Vojvodine. Nakon povratka u Hrvatsku, oformljuje tamburaški sastav "Ravnica" i postaje jedan od najuspješnijih hrvatskih skladatelja.
Kao glavni glumac sudjelovao je Josip Zovko u spotu "tamo gdje je dom" iz 2003. godine, kao vitez koji brani svoj dom.
Godine 1979. objavljen je pod imenom  "Zadnja stanica" prvi album na kojem je Miroslav Škoro pjevao i svirao gitaru. Uslijedili su albumi tamburaške glazbe iz 1983. i 1985. godine, a 1985. godine su Miroslav Škoro & Jerry Grcevich orchestra objavili album u Pittsburghu. Karijeru mu je trajno označio album "Ne dirajte mi ravnicu" iz 1992. godine, također odrađen u suradnji s Jerryjem Grcevichem. Potom su uslijedili brojni drugi albumi, kod kojih Škoro ostaje vjeran tamburici, ali ne uvijek u dosljednom folklornom formatu.

### Diplomatska i politička karijera
Od 1995. do 1997. godine obnašao je dužnost generalnog konzula Republike Hrvatske u Mađarskoj. Usprkos dužnostima u diplomaciji, nastavio se baviti glazbom i u to vrijeme. Kandidirao se na izborima za Hrvatski sabor 2007. godine, te postao saborskim zastupnikom HDZ-a. Nakon 8 mjeseci je prepustio saborski mandat, za čijeg je trajanja čitavu saborsku plaću donirao za potrebe intenzivne njege pedijatrije u KBC Osijek.[nedostaje izvor]
U lipnju 2019. godine objavljuje kandidaturu za Predsjednika Republike Hrvatske, za predsjedničke izbore 2019. Skupio je dovoljan broj potpisa i sudjelovao u prvom krugu predsjedničkih izbora, u kojem je zauzeo treće mjesto s 24,45 % podrške.
Dana 29. veljače 2020. osnovao je političku stranku Domovinski pokret Miroslava Škore. Na parlamentarnim izborima iste godine s više od 13 200 preferencijskih glasova osvaja zastupnički mandat u Hrvatskom saboru. Od 22. srpnja 2020. obnašao je dužnost potpredsjednika Sabora. Bio je članom Odbora za Ustav, Poslovnik i politički sustav. Dana 20. srpnja 2021. podnosi neopozivu ostavku na dužnost predsjednika Domovinskog pokreta, kao i sve ostale dužnosti unutar stranke, a 19. kolovoza 2021. izlazi iz Domovinskog pokreta.

## Televizija
Godine 2003. sudjelovao s Đorđem Novkovićem kao član žirija u realityju Story Super Nova Music Talents. Osmislio je i vodio dvije zabavno-glazbene emisije na HTV-u („Država, selo, grad” i „Pjevaj moju pjesmu”). Od 22. rujna 2014. godine vodio je s Antonijom Blaće na RTL-u „Uhvati bingo ritam”, a nakon što je Antonija Blaće prestala biti suvoditeljicom zbog angažmana u „X Factor Adria” nastavio ju je voditi s Eminom Pršić.

## Osobni život
Od 1989. godine oženjen je američkom pravnicom Kim Ann Luzaich, s kojom ima dvoje djece.

## Diskografija

### Studijski albumi
- Ne dirajte mi ravnicu – 1992.
- Miroslav Škoro i Ravnica – 1993.
- Sitan vez – 1996.
- Ptica samica – 1999.
- Slagalica – 2001.
- Milo moje – 2003.
- Svetinja – 2005.
- Moje boje – 2008.
- Čudnovate pjesmice o moru i lavoru – 2013.
- Putujem sam – 2014.
- Hrvatski božić – 2015.

### Kompilacije
- Mene zovu tambure – 1993.
- Miroslav Škoro, uživo – 1998.
- Sve najbolje vol. 1 – 2007.
- Sve najbolje vol. 2 – 2007.
- Sve najbolje – 2013.

### DVD
- Milo moje – Dom sportova – 2003.

## Djela
- Stoput bih isto ponovo: autobiografija, Večernji posebni proizvodi, Zagreb, 2010.
- Glazba i autorsko pravo, Školska knjiga, Zagreb, 2019.

## Vanjske poveznice
- Službene mrežne stranice
- Profil na Facebooku